# Джейн Макґоніґал
Джейн Макґоніґал (англ. Jane McGonigal; нар. 21 жовтня 1977, Філадельфія) — американська ігрова дизайнерка.

## Біографія

### Раннє життя
Макґоніґал виросла в Нью-Джерсі. Її батьки — вчителі, які наголошували на інтелектуальних досягненнях. Її однояйцева сестра-близнюк, Келлі Макґоніґал, є відомою психологинею.

### Освіта
Макґоніґал здобула ступінь бакалавра з англійської мови в Фордгемському університеті в 1999 році та ступінь доктора філософії в Каліфорнійському університеті в Берклі у 2006 році. Вона першою на кафедрі почала вивчати комп'ютерні та відеоігри.

### Особисте життя
Здобувши ступінь бакалавра англійської мови, Макґоніґал почала розробляти свої перші комерційні ігри. У 2006 році, у віці 28 років, вона здобула ступінь доктора філософії в галузі вивчення продуктивності та продовжила розробку ігор. У 2009 році вона перенесла виснажливий струс мозку, що допомогло їй у розробці гри Jane the Concussion Slayer для лікування струсу мозку та інших подібних станів; пізніше гра була перейменована на SuperBetter. У 2011 році було опубліковано її першу книгу.

### Філософія

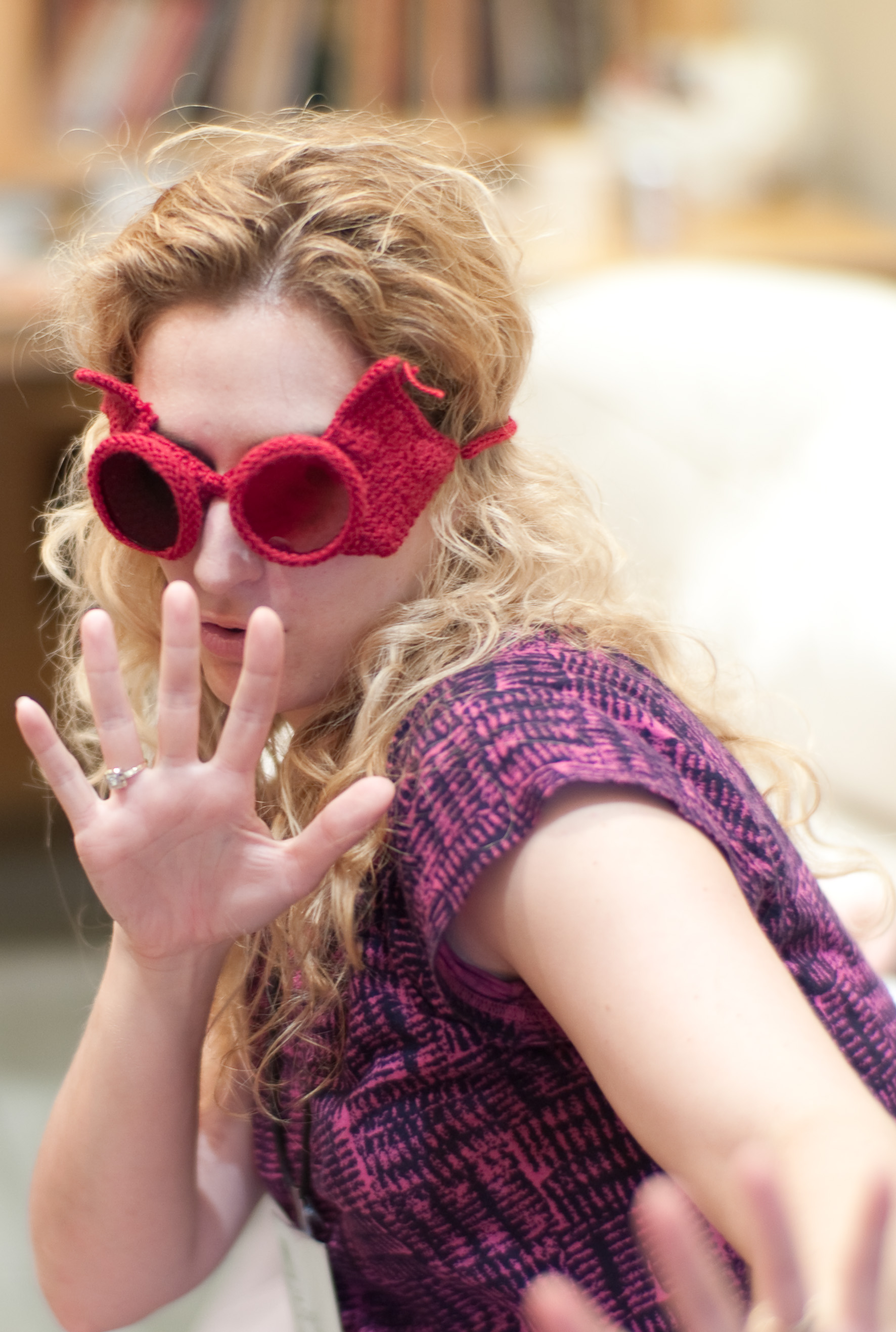
Макґоніґал на Foo Camp (2009).

Макґоніґал пише і говорить про ігри альтернативної реальності та MMO, особливо про те, як колективний розум може бути створений і використаний як засіб для поліпшення якості життя людей або для розв'язання соціальних проблем. Вона заявила, що ігри мають рухатися «до Нобелівських премій».
Макґоніґал називають «нинішньою публічною особою гейміфікації». Всупереч цьому, Макґоніґал заперечує це, заявляючи: «Я не займаюся „гейміфікацією“, і я не готова встати та сказати, що я думаю, що це працює, я не думаю, що хтось повинен створювати ігри, щоб спробувати мотивувати когось робити те, що він не хоче робити. Якщо гра не спрямована на досягнення мети, яка вас внутрішньо мотивує, вона не спрацює».

### Кар'єра
Як дизайнерка Макґоніґал стала відома завдяки іграм, заснованим на альтернативній реальності. Вона викладала ігровий дизайн та ігрові дослідження в Інституті мистецтв Сан-Франциско та Каліфорнійському університеті в Берклі. У 2008 році вона стала директоркою з досліджень та розробки ігор в Інституті майбутнього, а у 2012 році — головною креативною директоркою у SuperBetter Labs.

## Ігри
Джейн розробляє комерційні ігри з 2006 року, деякі з яких наведено в таблиці нижче:
| Рік  | Назва                     | Організація                 | Примітки                                  |
| ---- | ------------------------- | --------------------------- | ----------------------------------------- |
| 2004 | TeleTwister               |                             |                                           |
| 2004 | Demonstrate               |                             |                                           |
| 2004 | I Love Bees               | 42 Entertainment            | Керівниця спільноти                       |
| 2005 | PlaceStorming             |                             | [ 16 ]                                    |
| 2005 | Last Call Poker           | 42 Entertainment            | Ведуча                                    |
| 2006 | Cruel 2 B Kind            |                             | Дизайнерка                                |
| 2007 | World Without Oil         | ITVS Interactive            | Архітекторка                              |
| 2008 | The Lost Ring             | McDonald's і The Lost Sport | Директорка                                |
| 2008 | Superstruct               | Institute for the Future    | Директорка                                |
| 2008 | Top Secret Dance-Off      |                             | Авторка (під псевдонімом Панкі Макмонсеф) |
| 2009 | Cryptozoo                 | American Heart Association  | Директорка                                |
| 2010 | Evoke                     | World Bank Institute        | Авторка                                   |
| 2011 | Find the Future: The Game | New York Public Library     | Директорка                                |
| 2012 | SuperBetter               | SuperBetter Labs            | Головна креативна директорка              |

### SuperButter
У липні 2009 року Джейн отримала струс мозку, вдарившись головою у своєму офісі. Симптоми були важкими, тривали кілька тижнів і призвели до того, що вона відчула себе самогубцем. Вона попросила своїх друзів давати їй завдання щодня.
Бажаючи одужати від свого стану, вона створила гру для його лікування. Спочатку гра називалася Jane the Concussion-Slayer (на честь Баффі — переможниці вампірів), потім була перейменована на SuperBetter. Макґоніґал вдалося зібрати 1 мільйон доларів для фінансування розширеної версії гри. Крім того, вона брала участь у створенні ігор для Музею американського мистецтва Вітні та Музею сучасного мистецтва в Лос-Анджелесі.

## Публікації
- Reality Is Broken: Why Games Make Us Better and How They Can Change the World, ISBN 978-1-5942-0285-8, (20 січня 2011)
- SuperBetter: A Revolutionary Approach to Getting Stronger, Happier, Braver and More Resilient, ISBN 978-1594206368 (15 вересня 2015).